# 水芹属
水芹属（学名：Oenanthe）是伞形科下的一个属，为草本植物。该属共有约35种，分布于东半球温带地区。

## 物种
本属包括以下物种：
- 短辐水芹 Oenanthe benghalensis
- 高山水芹 Oenanthe hookeri
- 水芹 Oenanthe javanica
- 线叶水芹 Oenanthe linearis
- 多裂叶水芹 Oenanthe thomsonii